# Чирка-Кем
Чирка-Кем (Чирко-Кем) (на руски: Чирка-Кемь, Чирко-Кемь) е река в Република Карелия на Русия, десен приток на Кем (191 km), вриваща се в Бяло море. Дължина 221 km. Площ на водосборния басейн 8270 km².
Река Чирка-Кем се образува на 194 m н.в., на 15 km северозападно от село Волома, от сливането на реките Кем (лява съставяща, 18 km) и Чирка (дясна съставяща, 16 km), водещи началото си от Западнокарелското възвишение. В горното течение до устието на река Муезерка (ляв приток) тече на югоизток и североизток, а в средното и долното – в северна посока. По течението ѝ има множество бързеи и прагове и преминава през няколко проточни езера – Симонъярви, Ховдаярви, Шулгоярви, Калмозеро и Елово-Горское. Влива се от юг в езерото Яшкоярви, разположено на 89 m н.в., през което протича река Кем, вливаща се в Бяло море. Основен приток река Няугу (Ледма, 58 km, ляв). Има предимно снежно подхранване. Среден годишен отток около 81 m³/s. През различните години се заледява в периода от края на октомври до декември, а се размразява в края на април или през май. По течението ѝ са разположени три малки населени места – селата Волома, Тикша и Боровой. 

## Топографски карти
- Лист от карта Q-36-XXVII,XXVIII Юма. Мащаб: 1 : 200 000. Указать дату выпуска/состояния местности.
- Лист от карта Q-36-XXXIII,XXXIV Боровой. Мащаб: 1 : 200 000. Указать дату выпуска/состояния местности.
- Лист от карта P-36-I, II.
- Лист от карта P-36-III, IV.